# Тата (аэропорт)
Тата (IATA: LEK, ICAO: GULB) — аэропорт в провинции Лабе, Гвинея.
Гвинейский аэропорт Тата находится в городе Лабе, в 2 км от центра города.
Air Guinee в 2003-2004 годах совершала полёты в Лабе, но сейчас аэропорт не обслуживает регулярные рейсы.
В 2017 году в планах авиакомпании Guinea Airlines аэропорт рассматривался как одно из направлений.